# 脂肪肝出血症候群

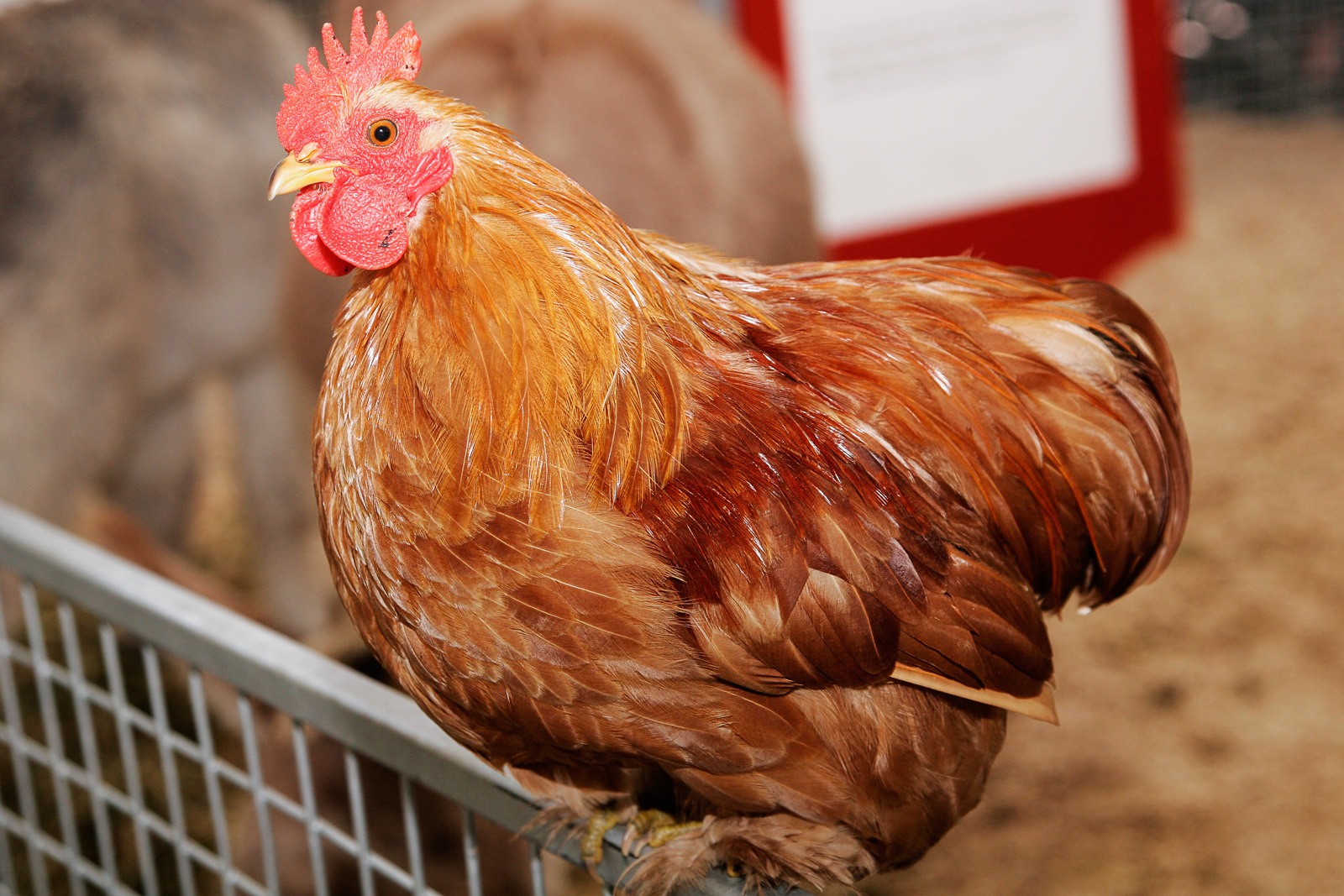
ニワトリ

脂肪肝出血症候群（しぼうかんしゅっけつしょうこうぐん、英: fatty liver hemorrhagic syndrome）とは、ニワトリや他の鳥類の雌に認められる疾病。脂肪肝症候群とも呼ばれる。脂肪肝出血症候群を呈する鳥類では多量の脂肪が肝臓や腹部に沈着している。その結果、肝臓は増大し、容易に損傷し出血傾向を示す。脂肪肝出血症候群では肝臓の内出血による失血(en:blood loss)が原因となり死亡することがある。産卵を開始する時期に出血が認められることが多い。脂肪肝出血症候群は産卵鶏の大量死の主要な原因となる。

## 原因
過度の飼料エネルギー(en:food energy)の摂取は脂肪肝出血症候群の原因となると信じられている。脂肪肝出血症候群の原因として遺伝も関与するが、原因の全てではない。ケージで飼育されている鳥類は運動により余分なエネルギーを運動によって消費することができないため脂肪肝出血症候群になりやすい。運動が可能な雌鳥では脂肪肝出血症候群の影響は少なくなる傾向がある。脂肪肝出血症候群は健康に見える産卵率が高い雌鳥で最も多く認められる。結果として、脂肪は甚急性に発生する。

## 症状
脂肪肝出血症候群の鳥類では通常、肥満と鶏冠の蒼白が認められる。しかしながら、一般的に脂肪肝出血症候群では死亡するまで症状を示さないあるいはわずかな兆候があるだけである。

## 鳥類に認められる栄養性疾患
脂肪肝出血症候群の他に代表的なものとして以下のものがある。
- 痛風（尿酸沈着症）
- 尿石症
- 鶏脳軟化症